# Bent Parodi
Bent (Benedetto) Parodi di Belsito (Copenaghen, 7 marzo 1943 – Palermo, 16 dicembre 2009) è stato un giornalista e scrittore italiano, noto come studioso dell'esoterismo.

## Biografia
Il padre Fortunio (figlio del duca Ugo Parodi di Belsito) era un nobile siciliano, di origini genovesi , mentre la madre, Tove Holm-Andersen (discendente di Hans Christian Andersen), era danese.
Il giovane Parodi crebbe in Sicilia, nella casa paterna di via Alloro alla Kalsa, in un quartiere allora abitato da famiglie della nobiltà palermitana e in un ambiente familiare particolarmente stimolante, frequentato dallo stesso Giuseppe Tomasi di Lampedusa, che nel 1957 a 14 anni, lo esorterà a non mollare, raccomandandogli impegno e tenacia negli studi; e della moglie di questi, Alexandra Wolff Stomersee, studiosa di psicanalisi, che lo stimolerà verso la ricerca nel campo filosofico e religioso e che lo accoglierà nel suo circolo culturale a palazzo Lampedusa.
Tra le figure che lo circondano, grande importanza ebbe quella di Raniero Alliata di Pietratagliata, al quale lo legò fin dall'infanzia, una lunga amicizia, fondata su comuni interessi di ricerca e di pensiero. Anche i fratelli Piccolo, il poeta Lucio Piccolo e il pittore Casimiro, raffinati intellettuali che accoglievano nella loro villa a Capo d'Orlando le più importanti figure della cultura italiana di passaggio in Sicilia, furono per lui un costante riferimento, tanto da assumere in seguito la direzione della Fondazione a loro dedicata.
Da sempre innamorato della Sicilia e dei suoi miti solari, amore trasmessogli sin dall'infanzia dalla nonna, la nobildonna siciliana Elisabetta Valguarnera Niscemi, con la quale cresce e dalla quale eredita la passione verso la cultura egizia; inoltre, in quanto discendente dei Valguarnera, si riteneva un aristocratico siciliano a tutti gli effetti. Bent affermò in più di una occasione di considerare di pari importanza, per la sua formazione, sia la cultura contadina quanto quella aristocratica.
Nell'aprile del 2007, con la collaborazione di altri esponenti della cultura siciliana, crea a Palermo l'Associazione Alessandro Tasca Filangeri di Cutò, zio materno dei Piccolo, detto il Principe rosso, attivista e parlamentare socialista.
Con la moglie Anna Maria Corradini condivideva l'amore e la passione per il giornalismo e lo studio di diverse discipline quali l'esoterismo, la filosofia e la letteratura e nel 2008 scrissero in collaborazione Goethe in Sicilia. L'isola iniziatica.
È morto a Palermo il 16 dicembre 2009, all'età di 66 anni.
Il 28 aprile 2013 è stata profanata da ignoti la sua tomba, situata nella cappella della Famiglia Piccolo, nel cimitero di Capo d'Orlando.
È stata trafugata una teca di cristallo, posta su un piccolo altare, con all'interno un volume di Mircea Eliade, di nessun valore economico ma di un grande valore affettivo, intitolato Trattato di Storia delle religioni. Bent Parodi aveva espresso in vita il desiderio di non separarsi da questo libro nemmeno dopo la morte. Oltre a questo volume ne è stato trafugato un altro, sempre custodito nella cappella. Il 7 settembre del 2013 la Fondazione Famiglia Piccolo di Calanovella ha tenuto una cerimonia al cimitero di Capo d'Orlando, nel corso della quale è stata posta una nuova teca in cristallo e una nuova copia del libro di Mircea Eliade.

## Interessi
Intellettuale di formazione filosofica, si è a lungo dedicato allo studio delle religioni, indirizzando i suoi interessi nell'area del mito e della dimensione iniziatica. Come esperto di Storia delle religioni e dell'esoterismo, ha al suo attivo decine di pubblicazioni sulle tradizioni dell'Antico Egitto, della Sicilia pre-cristiana, e sui culti solari "pagani".
Fu giornalista attento e appassionato, ed è stato per anni responsabile dei servizi speciali del Giornale di Sicilia e poi delle pagine culturali. Dal 1998 al 2004 è stato Presidente dell'Ordine dei giornalisti di Sicilia.
Esponente di primo piano della Massoneria di  Palazzo Giustiniani, ha ricoperto fino a poche settimane prima della scomparsa la carica di Grande Oratore Aggiunto del Grande Oriente d'Italia ed era Sovrano grande ispettore generale, 33° e massimo grado del Rito scozzese antico ed accettato.
Negli ultimi anni fu attivamente impegnato in qualità di presidente della Fondazione Famiglia Piccolo di Calanovella e dell' "Associazione Alessandro Tasca Filangeri di Cutò" di Palermo.

## Premi
- 1980 Premio internazionale Nietzsche per la saggistica filosofica.
- 2003 Premio nazionale Carlo Casalegno per il giornalismo.

## Opere
- Akhenaton la religione del sole (Palumbo, Palermo 1982)
- Nietzsche (Pàtron, Bologna 1984)
- Gli scarabei egizi in Sicilia (Fardelliana, Trapani 1984)
- La parola svelata (Ila Palma, Palermo 1985)
- Il Principe mago (Sellerio, Palermo 1986; versione Integrale, Fondazione Famiglia Piccolo di Calanovella, Capo d'Orlando 2002; nuova edizione Edizioni Tipheret, Acireale 2013)
- L'iniziazione (Pungitopo, Patti 1986; Moggi, Roma 2002)
- Architettura e mito (Pungitopo, Patti 1987
- Il mito dell'amore (Ediprint, Siracusa 1991)
- Oltre lo zero (Pungitopo, Patti 1992)
- Miti e storie della Sicilia antica (Moretti & Vitali, Bergamo 2005)
- La tradizione solare nell'antico Egitto (Ashram Vidya, Roma 2005)
- L'avventura della vita (Armando Siciliano, Messina 2005)
- Cognomi siciliani (Armando Siciliano, Messina 2005)
- Architettura, miti e misteri, (Mimesis, Milano, 2006, ISBN 88-8483-411-2)
- Dizionario dei nomi (Armando Siciliano, Messina 2008)
- Goethe in Sicilia. L'isola iniziatica, con Anna Maria Corradini (Armando Siciliano, Messina, 2008) ISBN 88-7442-506-6
- Meditazioni sulla Massoneria (Edizioni Tipheret, Acireale, 2010)
- Nello spazio del mistero, volumi 1 e 2 (Edizioni Tipheret, Acireale, 2010)

## Opere su Bent Parodi
- Alberto Samonà, Bent Parodi. Tradizione e Assoluto, (Edizioni Tipheret, Acireale, 2011)